# Houdan
Houdan is een gemeente in het Franse departement Yvelines (regio Île-de-France) en telt 3140 inwoners (2004). De plaats maakt deel uit van het arrondissement Mantes-la-Jolie. Het is ook de naam van een kippenras afkomstig uit deze streek.

## Geografie
De oppervlakte van Houdan bedraagt 10,4 km², de bevolkingsdichtheid is 301,9 inwoners per km².
De onderstaande kaart toont de ligging van Houdan met de belangrijkste infrastructuur en aangrenzende gemeenten.

## Demografie
Onderstaande figuur toont het verloop van het inwonertal (bron: INSEE-tellingen).